# The Spanish Jade
The Spanish Jade é um filme mudo britânico de 1922, do gênero drama, dirigido por John S. Robertson. O filme é considerado perdido.

## Elenco
- David Powell como Gil Pérez
- Marc McDermott como Don Luis Ramónez de Alavia
- Charles de Rochefort como Esteban
- Evelyn Brent como Mañuela
- Lionel d'Aragon como Padrasto da Mañuela
- Frank Stanmore como Tormillo
- Roy Byford como Espião de Eseban e Confiante
- Harry Ham ... Oswald Manvers